# Departament de Misiones
El departament de Misiones (en castellà i oficialment, Departamento de Misiones) és un dels 17 departaments del Paraguai. El seu codi ISO 3166-2 és PY-8.
L'origen del seu nom ve de les antigues missions jesuítiques guaranís, les quals s'havien instal·lat en aquest departament durant l'època colonial sota l'Imperi Espanyol. En algunes ciutats d'aquesta zona existeixen museus amb importants col·leccions d'art religiós.
La principal activitat econòmica de la regió és la ramaderia, la qual cosa explica la baixa densitat de població del departament.

## Subdivisions
El departament se subdivideix en 10 districtes:
- Ayolas
- San Ignacio
- San Juan Bautista
- San Miguel
- San Patricio
- Santa María
- Santa Rosa
- Santiago
- Villa Florida
- Yabebyry